# Station Sant Pol de Mar
Sant Pol de Mar (Spaans: San Pol de Mar) is een station van Rodalies Barcelona. Het is gelegen in de gelijknamige gemeente Sant Pol de Mar en wordt bediend door lijn R1.
Het station bevindt zich aan het strand.

## Lijnen
| Eindbestemming                          | Vorig station | Lijn | Volgend station | Eindbestemming   |
| --------------------------------------- | ------------- | ---- | --------------- | ---------------- |
| Molins de Rei L'Hospitalet de Llobregat | Canet de Mar  |      | Calella         | Maçanet-Massanes |